# Tranbacka
Tranbacka (finska: Kurkimäki) är ett bostadsområde i östra Helsingfors i Mellungsby distrikt. 
Tranbacka bebyggdes på 1980-talet och ligger mellan Kvarnbäcken och Gårdsbacka.